# Sœurs de la charité de Sainte-Élisabeth
Pour les articles homonymes, voir Sœurs de la charité.
Les Sœurs de la charité de Sainte-Élisabeth sont une congrégation religieuse féminine enseignante et hospitalière de droit pontifical faisant partie de la fédération des Sœurs de la charité.

## Historique
En 1853, Mgr James Roosevelt Bayley (en), 1er évêque de Newark, demande aux sœurs de la charité de New York d'envoyer des religieuses dans sa ville pour enseigner dans les écoles paroissiales, prendre soin des orphelins et des malades de son diocèse. Les Sœurs de la charité de New York proviennent directement de la congrégation de Emmitsburg fondée en 1809 par Elizabeth Ann Seton, la tante de l'évêque (la sœur de son père).
Les sœurs de New York, cependant, ne sont pas immédiatement en mesure de fournir un nombre suffisant de religieuses, c'est seulement en 1859 qu'elles réussissent à envoyer à Newark deux sœurs professes (Mary Xavier Mehegan et Mary Catherine Nevin) et cinq novices formées à Cincinnati par sœur Margaret George (ancienne compagne de Mère Seton à Emmitsburg).
Les sœurs du diocèse de Newark sont indépendantes de New York, à la fondation, elles adoptent le nom de Sœurs de la charité de sainte Elizabeth en l'honneur d'Elizabeth Ann Seton. La congrégation reçoit le décret de louange le 30 septembre 1957.
Une religieuse de cette congrégation, Myriam-Thérèse Demjanovich, est béatifiée le 4 octobre 2014.

## Activités et diffusion
Les Sœurs de la charité gèrent des écoles primaires et secondaires, des orphelinats, des maisons de retraites et des foyers pour mères célibataires.
Elles sont présentes aux États-Unis, en Haïti, au Mexique et au Salvador, 
En 1880 la maison-mère est déplacée de Newark à Convent Station (Morristown). 
En 2017, la congrégation comptait 301 sœurs dans 94 maisons.